# Teraz albo nigdy (album)
Teraz albo nigdy – druga płyta (w rzeczywistości trzecia) zespołu One Million Bulgarians. Materiał nagrano w 1989 roku we francuskim studio w Lille. Płyta została nagrana i wydana przez francuską firmę Gorgone. Inżynier nagrania – Marc Bernard. Producentami albumu są Eric Gleizer i One Million Bulgarians.
Tytuł płyty nawiązuje do ówczesnej sytuacji w Polsce, kiedy ważyły się jej przyszłe losy (po 1989). Premiera albumu miała miejsce na targach MIDEM ’90. Utwory „Düpą” i „Teraz albo nigdy” gościły na krajowych listach przebojów, a „I Don’t Like Moving” nawet na playlistach we Francji, Niemczech i Japonii. Album został jednocześnie wydany na 3 nośnikach – LP, CD, MC.

## Lista utworów
1. „Teraz albo nigdy” (Jacek Lang, Krzysztof Trznadel – Jacek Lang) – 4:08
2. „Ptaszek” (Jacek Lang – Jacek Lang) – 3:30
3. „Düpą” (Püdelsi-Düpą – Piotr Marek) – 3:34
4. „Maski-Dystans” (Jacek Lang – Jacek Lang) – 4:07
5. „I Don’t Like Moving” (Jacek Lang – Jacek Lang) – 4:48
6. „Animal Love” (Jacek Lang – Jacek Lang, Krzysztof Trznadel) – 4:25
7. „Minimax Absolut” (Jacek Lang – Jacek Lang) – 4:07
8. „No Destruction” (Jacek Lang – Jacek Lang, Krzysztof Trznadel) – 2:38
9. „Bonus Polish Mix!” – 4:06 (bonus CD)

## Muzycy
- Jacek Lang – śpiew, gitara, samplery, instrumenty perkusyjne, bas
- Krzysztof Trznadel – bas, gitara, śpiew

gościnnie
- Janusz Stega – chórki
- Jean Pierre Lietard – chorki
- Marc Bernard – chorki, samplery